# Otto Plate
Otto Plate (* 8. September 1863 in Hamburg; † 26. November 1930 in Hamburg) war ein deutscher Bibliothekar. Er gilt als Begründer der Freihandaufstellung in Deutschland.

## Wirken
Otto Plate legte seine Reifeprüfung am Johanneum in Hamburg ab und studierte dann Germanistik an den Universitäten Straßburg, Tübingen und Berlin. Seit 1883 gehörte er der schwarzen Verbindung Derendingia (seit 1897 Tübinger Burschenschaft Derendingia) an. 1887 promovierte er an der Universität Straßburg, ein Jahr später folgte das Staatsexamen für das höhere Lehramt. Nach kurzer Zeit als Lehrer am Hamburger Johanneum (1889/1890) trat er 1891 in den Bibliotheksdienst ein, zunächst als Voluntär an der Universitätsbibliothek Gießen und bibliothekarischer Hilfsarbeiter an der Universitätsbibliothek Rostock. 1894 wechselte er in die USA an die Bibliothek der United States Military Academy in Westpoint (N.Y.). Im Jahre 1903 übernahm er in Hamburg die Leitung der erst 1899 gegründeten Öffentlichen Bücherhalle, deren Vorstand er bis 1930 blieb. In dieser Zeit arbeitete Plate intensiv am Ausbau des öffentlichen Büchereiwesens in Hamburg. Hierbei nutzte er die in den USA gewonnenen Bibliothekserfahrungen und führte u. a. erstmals in Deutschland die Freihandausleihe („open access“) ein.

## Schriften
- Die Kunstausdrücke der Meistersinger. In: Straßburger Studien, Bd. 3, H. 2). Trübner, Straßburg 1887, S. 147–242 (Dissertation Universität Straßburg) (Digitalisat).
- Über einige Drucksachen des Hamburger Bücherhallen-Betriebes. In: Blätter für Volksbibliotheken und Lesehallen, Bd. 13 (1912), S. 37–43.
- Über die Signatur und das Katalogsystem der Hamburger Bücherhallen. In: Blätter für Volksbibliotheken und Lesehallen, Bd. 14 (1913), S. 73–80.
- Bestandskataloge oder Zettelkataloge (Zugangsbuch und Standortlisten). In: Blätter für Volksbibliotheken und Lesehallen, Bd. 18 (1917), H. 11/12, S. 194–198.
- Volksschüler in der Bücherhalle. In: Blätter für Volksbibliotheken und Lesehallen, Bd. 19 (1918), H. 5/6, S. 81–84.
- Leihkarten als Buchkarten (Wunschhefte). In: Blätter für Volksbibliotheken und Lesehallen, Bd. 19 (1918), H. 7/8, S. 97–100.
- Der Titelkatalog und die §§ 157, 163 und 168 der preußischen Instruktionen für die Ordnung der Titel. In: Blätter für Volksbibliotheken und Lesehallen, Bd. 19 (1918), H. 11/12, S. 161–166.
- (mit Gottlieb Fritz): Volksbüchereien (Bücher- und Lesehallen), ihre Einrichtung und Verwaltung (= Sammlung Göschen, Bd. 332). 2. Aufl. De Gruyter, Berlin 1924.
- Einige Bedenken gegen die Einführung des Dewey-Systems. In: Zentralblatt für Bibliothekswesen, Bd. 37 (1920), S. 126–129.
- 25 Jahre Öffentliche Bücherhalle zu Hamburg. Stiftung Öffentliche Bücherhalle, Hamburg 1925.